# Зайчар
 Тази статия е за града в Източна Сърбия.  За селото в Югоизточна България вижте Зайчар (село).  
За̀йчар (на сръбски: Зајечар или Zaječar) е град в Тимошко, Източна Сърбия, близо до границата с България.
Според последното преброяване от 2002 година има население от 39 800 жители. Градът е административен център на Зайчарски окръг.

## История
За първи път Зайчар се споменава през 1466 г. в турски документ във връзка с броя на българското население на Видинския пашалък. Разположен е в Зайчарската котловина, при сливането на Църни и Бели Тимок в река Тимок. От средните векове та чак до първите десетилетия на ХХ век населението на Зайчар е западнобългарско по своите етнографски особености, признати и от сръбския етнограф Милан Миличевич („Кнежевина Србија“, Београд, 1876 г.) Част от местните българи сами себе си наричат торлаци или още старинци, докато друга част са преселници от Тетевенско в края на XVIII век, говорят източнобългарски диалект и носят типичните тетевенски носии.
Градът влиза в пределите на Сърбия на 27 април 1833 по силата на Одрински мирен договор (1829), слагащ край на Руско-турската война (1828 – 1829). Тимошката или Зайчарската буна (на сръбски: Тимочка буна или Timočka buna) е селски бунт в Тимошко, Източна Сърбия, организиран в 1883 година от Народната радикална партия.
По време на Първата световна война (1915 – 1918), от 13 октомври 1915 г. градът е под български контрол. Към 1917 година има население от 9500 души. Край града са погребани 367 български войници и офицери от Първата световна война.
Край околностите на Зайчар се намират останките на римски императорски палат от ІІІ век, Felix Romuliana, който е обявен за част от световното културно наследство под защитата на ЮНЕСКО.

## Население
Населението на града е 39 491 души през 2002 година.

### Етнически състав
(2002)
- сърби – 37 500 д. (94,95%)
- цигани – 233 д. (0,59%)
- югославяни – 219 д. (0,55%)
- власи – 159 д. (0,40%)
- черногорци – 131 д. (0,33%)
- македонци – 111 д. (0,28%)
- българи – 84 д. (0,21%)

## Култура
- Китариада рок фест – от 1966 г.

## Личности
Родени в Зайчар
- Лиляна Белева (1940 – 1995), писателка от Северна Македония
- Сава Дацов (1857 – 1940), български икономист, академик и председател на Поморавския научен комитет
- Светозар Маркович (1846 – 1875), сръбски общественик и политик
- Павел Недков (1873 – 1932), български педагог и музикален деец[3]

## Побратимени градове
- Видин, България
- Берковица, България
- Калафат, Румъния

## Други
На Зайчар е наречена улица в София (Карта).